# Остеосклероз
Остеосклероз — патологическое состояние, повышение костной плотности, проявляющееся в виде утолщения костных трабекул и компактного вещества кости. Губчатая кость при остеосклерозе приобретает узкопетлистую структуру. В связи с тем, что уплотнённая костная ткань становится менее прозрачной по отношению к рентгеновским лучам, остеосклероз может выявляться при рентгенологических методах исследования. Различают физиологический остеосклероз (отмечаемый в процессе роста скелета в области ростковых зон) и патологический остеосклероз. В числе заболеваний, сопровождающихся остеосклерозом — мелореостоз, остеопетроз, остеопойкилоз, хронический идиопатический миелофиброз и др. Субхондральный остеосклероз является одним из проявлений остеоартроза.